# Victoria (Misisipi)
Victoria es un lugar designado por el censo ubicado en el condado de Marshall en el estado estadounidense de Misisipi. En el Censo de 2020 tenía una población de 1066 habitantes y una densidad poblacional de 55,87 habitantes por km². Fue incluido como CDP en el censo de 2020. 

## Geografía
Victoria se encuentra ubicado en las coordenadas 34°50′19″N 89°37′35″O / 34.83861, -89.62639. Según la Oficina del Censo de los Estados Unidos,  tiene una superficie total de 19,08 km², de la cual 19,05 km² corresponden a tierra firme y 0,03 km² a agua.